# Bronkoskopi
Bronkoskopi, endoskopisk inspektion av luftrörsslemhinnan i luftstrupen (trakea) och bronkerna i lungorna. Det finns två typer av instrument (bronkoskop), ett rakt rör som inte är böjbart och ett flexibelt. Bronkoskopet är försett med fiberoptik, och en liten lampa i änden får läkaren att studera eventuella defekter, såsom blödningar eller tumörer, i luftrör eller lunga. Man ska med bronkoskopet kunna ta prover, dels genom att suga upp vätska, dels genom att fästa en liten klämma vid slangen och på så sätt få ut en bit vävnad från lungan. 
Bronkoskopet förs ner i luftstrupen antingen genom näsborren eller direkt genom svalget. Slangen är vanligtvis 5 mm tjock, medan luftstrupens diameter är cirka 20 mm, så patienten känner i regel inga större besvär med anledning av att svalget spraybedövas samt att patienten får intravenöst lugnande medel.
Även narkos förekommer vid bronkoskopi, speciellt vid användning av ett rakt bronkoskop.
Den första bronkoskopin utfördes 1897 av tysken Gustav Killian.